# Taijiquan stile Yang
Il pugilato del sommo polo stile Yang (楊式太極拳T, 杨式太极拳S,  yángshìtàijíquán P,  yang shih t'ai chi ch'uan  W) è uno degli stili del Taijiquan tramandato dai membri della famiglia Yang. Attualmente è il più popolare e diffuso.

## Storia
Questo ramo del taijiquan fu codificato dal maestro Yang Luchan (楊露禪, 1799-1872), noto anche come Yang Fukui (楊福魁), originario di Yongnian (永年县) in Hebei, che studiò con Chen Changxing (1771-1853) a partire dal 1820.
Fino all'arrivo di Yang Luchan, il taijiquan veniva insegnato unicamente all'interno della famiglia Chen. Si narra quindi che Yang Luchan, per capirne il segreto, avesse venduto tutti i suoi averi e si fosse fatto assumere come servo da Chen Changxing a Zhaobao. Yang Luchan apprese così bene l'arte marziale tramandato dai Chen che fu capace di lottare contro un esperto di Kungfu venuto nel villaggio per sfidare il maestro Chen Changxing e che aveva battuto il figlio di quest'ultimo e anche il miglior discepolo della scuola. Perdonato del "furto" dal maestro per aver difeso l'onore della famiglia, Yang Luchang si trasferì a Pechino, dove insegnò il taijiquan per la prima volta fuori dal villaggio di Zhaobao.
Un'altra teoria, abbastanza simile alla precedente, vuole che Chen Changxing fosse stato assunto come maestro di arti marziali da un ricco droghiere, affinché insegnasse ai suoi tre figli. Yang Luchan era servo nella famiglia del droghiere e spiò talmente bene le lezioni che il maestro lo accettò come allievo.
Yang Luchan si fece conoscere per i numerosi combattimenti contro altri maestri di arti marziali, che vinse sempre e che gli valsero il titolo di "Yang il sempre vittorioso". Successivamente lo stile Yang è stato tramandato dai suoi figli Yang Banhou (杨班侯, 1837-1892) e Yang Jianhou (楊健侯, 1839-1917), dai suoi nipoti Yang Shaohou (杨少侯, 1862-1930) e Yang Chengfu (楊橙甫, 1883-1936) dal nipote Fu Zhong Wen (傅钟文, 1904 - 1994) e dai suoi figli Yang Zhenming (1910-1985), Yang Zhenji (1921), Yang Zhenduo (楊振鐸, 1926) e Yang Zhenguo (1928).
Il fondatore Yang Luchan, per primo ha aperto lo stile alla popolazione generale a Pechino. Poi, dopo i cambiamenti di tre generazioni, è stato Yang Chengfu che ha messo a punto la forma e l'ha resa ampiamente popolare, eliminando le tecniche più complesse e faticose, i calci saltati ed i movimenti esplosivi. La quarta generazione della famiglia Yang, Zhenming, Zhenji, Zhenduo e Zhenguo, e i discepoli di Yang Chengfu congiuntamente hanno diffuso il taijiquan stile Yang nel mondo, rendendolo lo stile maggiormente conosciuto.

## Caratteristiche
Il taijiquan stile Yang, seppur mantenendo tutte le caratteristiche di attacco e difesa (colpi con pugno, mano aperta, calci, leve) dell'arte marziale quale esso è, incorpora i movimenti fluidi e lenti incorporati da Yang Chengfu con l'obiettivo di sviluppare gli aspetti più salutari per l'organismo della pratica marziale. In contrapposizione alla "vecchia forma" insegnata da Yang Jianhou, la forma di Yang Chengfu viene a volte chiamata "grande forma" e il grande cambiamento è stato proprio quello di "limare" gli aspetti più aggressivi dell'arte marziale, tali salti e battere a terra i piedi, per focalizzare l'insegnamento sulla coordinazione dei movimenti. La forma, ossia il catalogo delle sequenze e tecniche insegnate dalla scuola, viene praticata in modo lento e regolare, anche se la sua applicazione deve essere veloce ed esplosiva, seguendo il vecchio motto del taijiquan che dice: "Se lui non si muove io non mi muovo, ma se lui attacca io arrivo prima". Ad alti livelli e proprio per il fatto che non si utilizza la forza muscolare ma l'energia interna, è previsto anche lo studio dei punti di pressione o zone sensibili.
L'addolcimento dello stile, almeno nei primi anni di allenamento, rende lo stile Yang adatto a tutte le età, non necessitando di allenamenti fisici particolari, riuscendo a soddisfare molti bisogni differenti. La sua pratica fornisce benefici sia dal punto di vista energetico-posturale, sia da quello applicativo-marziale dato che l'insegnamento prevede una combinazione naturale di un'arte marziale e di un metodo per mantenere una buona salute.
Lo studio della serie di movimenti chiamata sequenza o forma, i quali vanno sempre eseguiti abbinati ad una adeguata respirazione, procura all'organismo una serie di benefici sia di natura fisica che psichica. A livello fisico, la lenta, controllata e continua variazione della postura, comporta miglioramenti dell'equilibrio e del sistema articolare nel suo complesso, oltre che a benefici sul piano respiratorio dovuti ad una maggiore attenzione portata sul binomio respirazione-espirazione. I cambiamenti di postura, con le continue variazioni di peso da una gamba all'altra, sono una caratteristica del taijiquan. Si parla di "pieno" e di "vuoto", ma anche di "apparente" e "solido". Un principio fondamentale sta nel differenziare fra apparente e solido, ossia tenere sotto controllo su quale gamba appoggia il peso corporeo (la gamba solida) e quale è invece libera di muoversi per sferrare un attacco, una parata o semplicemente per spostarsi (la gamba apparente).
Analoghi miglioramenti si ripercuotono sulla componente psicologica dell'individuo, che dovrebbe acquisire uno status mentale sempre rilassato. Non bisogna in effetti dimenticare che la pratica del taijiquan è, oltre ad un'arte marziale, anche una via per la crescita spirituale.

### I Dieci Requisiti del Taijiquan
Yang Chengfu ha dettato un elenco di 10 principi, nello scritto che è conosciuto come Dieci Requisiti del Taijiquan (太極拳十要T, 太极拳十要S,  tàijíquánshíyàoP,  tai chi ch'uan shih yao W).:
- 1. essere vuoti, vivaci, con l'energia alla sommità della testa (虛靈頂勁T, 虚灵顶劲S,  xūlíngdǐngjìnP,  hsu ling ting chin  W);
- 2. raccogliere il petto , sollevare il dorso (含胸拔背T, 含胸拔背S,  hánxiōngbábèiP,  han hsiung pa pei  W);
- 3. rilassare i fianchi (鬆腰T, 松腰S,  sōngyāoP,  sung yao W);
- 4. dividere il pieno dal vuoto (分虛實T, 分虚实S,  fēnxūshíP,  fen hsu shih W);
- 5. abbassare le spalle e far penzolare i gomiti (沈肩墜肘T, 沈肩坠肘S,  shěnjiānzhuìzhǒuP,  shen chia tsui chou W);
- 6. usare la mente, non usare la forza  (用意不用力T, 用意不用力S,  yòngyìbùyònglìP,  yong i pu li W);
- 7. far seguire reciprocamente alto e basso  (上下相隨T, 上下相随S,  shàngxiàxiāngsuíP,  shang hsia hsiang sui W);
- 8.  unire reciprocamente interno ed esterno (內外相合T, 内外相合S,  nèiwàixiānghéP,  nei wai hsiang he W);
- 9. essere continuamente uniti (相連不斷T, 相连不断S,  xiāngliánbùduànP,  hsiang lian pu tuan W);
- 10. perseguire la calma nel movimento (動中求靜T, 动中求静S,  dòngzhōngqiújìngP,  tung chong chiu ching W).

## Critiche
Le critiche allo stile Yang derivano dalle sue caratteristiche di morbidezza e lentezza, originati dai cambiamenti apportati da Yang Chengfu all'inizio del XX secolo. Nel corso di tre generazioni di famiglia Yang, lo stile è stato di molto addolcito, con le applicazioni marziali passate in secondo piano. Se lo stile Yang del taijiquan è ora facilmente accessibile ad anziani e persone con problemi motori per i quali lo stile praticato da Yang Luchan sarebbe troppo vigoroso, la perdita dell'aspetto marziale rischia di svuotare il taijiquan del suo significato originario. La parola ch'uan-fa dell'espressione t'ai chi ch'uan, indica la boxe ossia l'arte del combattimento: secondo le critiche a molti insegnamenti dello stile Yang, tale parola è andata persa negli anni, così come il nucleo dell'arte, riducendosi all'espressione "Tai Chi", nella quale la forza e il vigore marziale sono stati evirati a favore di una sorta di ginnastica dolce o di un delicato esercizio per la salute.
La diffusione dello stile Yang lo rende lo stile maggiormente insegnato e questo comporta che si sono moltiplicati i maestri e i praticanti di tale arte, spesso senza che gli stessi maestri sappiano delle origini o della sostanza dell'arte, svuotandone ulteriormente l'insegnamento. La forma ha un suo preciso significato e simbolismo, radicato nella simbologia cinese, senza l'insegnamento dei quali, parte dei benefici spirituali non possono essere raggiunti. L'insegnamento della forma taijiquan va di pari passo con la pratica della meditazione: se coordinare i movimenti migliora la forma fisica, la concentrazione mentale e una corretta respirazione aiutano l'esercizio fisico rendendone la pratica quieta e senza fatica. Generalmente l'insegnamento si limita invece alla pratica della forma (senza conoscerne il significato profondo) e agli esercizi di riscaldamento, mentre pratica marziale delle sequenze e meditazione sono del tutto ignorati.
Comunque sia le osservazioni esposte sopra si pongono anche per tutti gli altri stili e non solo per quello Yang, pertanto possiamo dire che il Taijiquan, al di là dello stile praticato, può essere fatto o insegnato senza che se ne conoscano i principi che sono alla base di una sua corretta esecuzione.

## Situazione attuale
Lo stile Yang è sicuramente lo stile più noto ed insegnato, tanto da essere spesso identificato col Taijiquan stesso. Data la sua ampia diffusione anche in Europa ed in America negli ultimi anni sono state codificate moltissime forme sempre più semplificate per agevolare lo studio di questa disciplina ai neofiti. La versione moderna della Grande Forma di Yang Chengfu è nota con molti nomi a seconda del modo di contare il numero di movimenti che la compongono ( Forma 85, Forma 96, Forma 103 o Forma 108 ).

### Famiglia Yang
Molte scuole utilizzano impropriamente sia il termine "Tradizionale" (La sequenza che viene definita "originale" è in realtà quella modificata e semplificata più volte verso il 1930 da Yang Cheng Fu e tuttora presa come riferimento per identificare lo stile), sia la denominazione di stile Yang "Originale", in quanto ormai è praticamente impossibile riconoscere quale sia lo stile originale poiché è documentato che fin dai tempi di Yang Lu Chan sia lui che i suoi figli Yang Ban Hou e Yang Chien You, insegnarono la sequenza in modi diversi, in tempi diversi e a persone diverse.
Tuttavia, lo stile "Originale" è sempre depositato e gestito dalla Famiglia Yang, nella quale è ben delineata la linea dei suoi appartenenti circa la responsabilità nel tempo della tradizione dello stile.
Tale cronologia è condivisa da tutti gli esponenti passati e presenti della famiglia.
Essa è infatti:
- 1ª Generazione: Yang Luchan
- 2ª Generazione: Yang Jian Hou
- 3ª Generazione: Yang Chenfu
- 4ª Generazione: Yang Zhenduo
- 5ª Generazione: Yang Jun